# Camion malaxeur
 (mai 2013).
Si vous disposez d'ouvrages ou d'articles de référence ou si vous connaissez des sites web de qualité traitant du thème abordé ici, merci de compléter l'article en donnant les références utiles à sa vérifiabilité et en les liant à la section « Notes et références ».

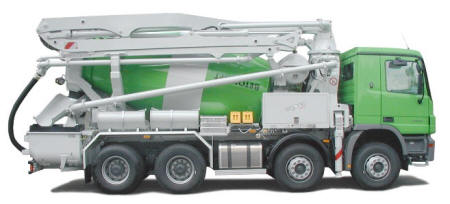
Camion malaxeur équipé d'une pompe à béton.

Un camion malaxeur ou bétonnière portée, appelé communément camion toupie, désigne un malaxeur de béton monté sur un camion ou une remorque destiné à livrer un mélange de béton de ciment frais et homogène. Le camion est pour l'essentiel pourvu d'un réservoir rotatif en forme de toupie et incliné suivant un axe presque horizontal.

## Description

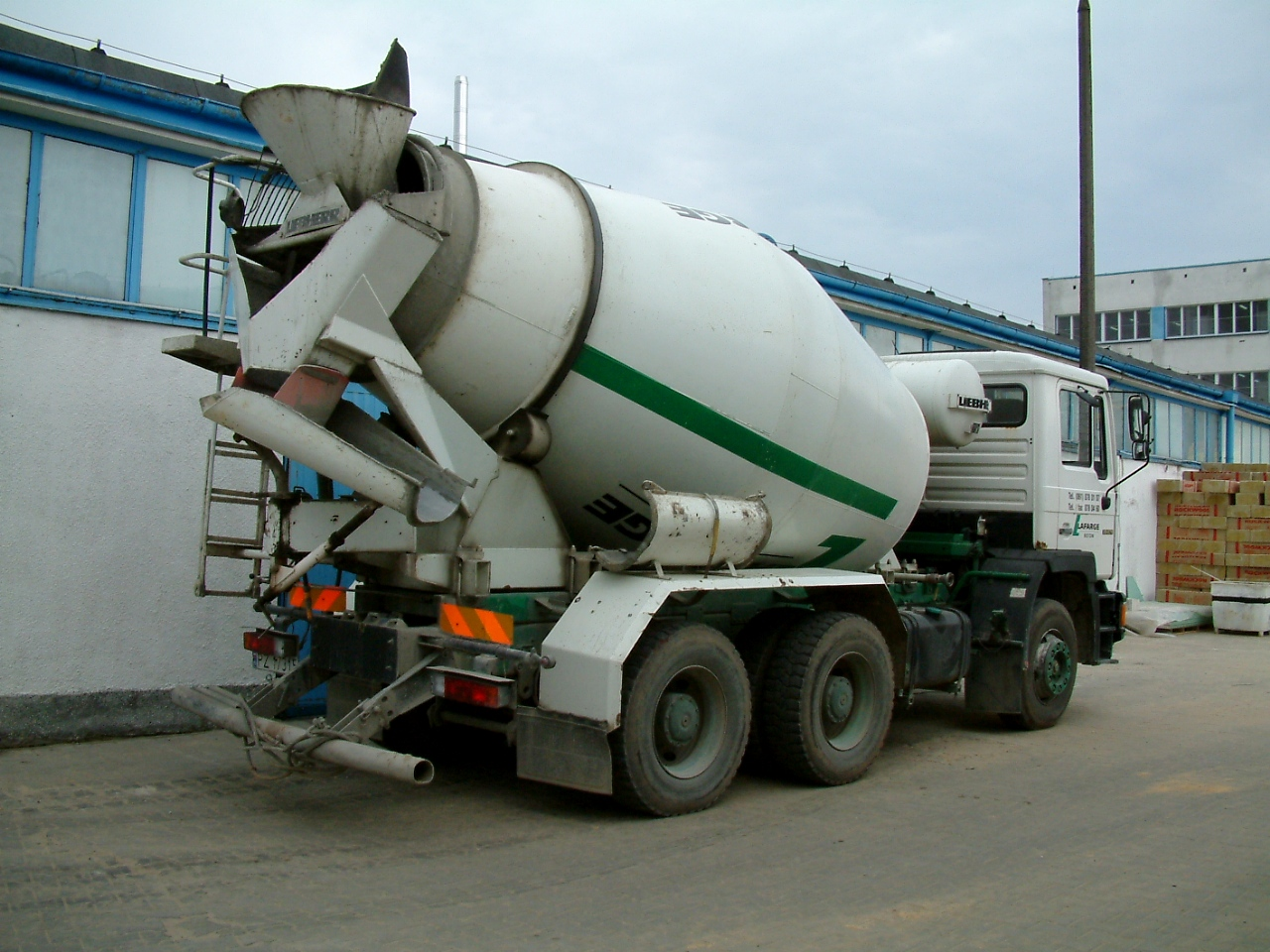
Camion malaxeur d'un modèle courant.

L'intérieur du réservoir avec l'action de la vis sans fin.

Vis d'Archimède.

Le mouvement du réservoir, transmis généralement par un ensemble moteur-pompe hydraulique, permet le brassage continu du matériau et empêche la ségrégation du béton pendant le transport.
Contrairement à l'idée reçue, le mouvement n'empêche pas la prise du béton. Ainsi, pour garder toutes ses qualités, le béton ne doit pas séjourner durant une trop longue période dans le camion (on se fixe en général un maximum de deux heures). Des adjuvants retardateurs peuvent augmenter ce temps mais les conditions atmosphériques et notamment la température ambiante sont des contraintes importantes.
Le malaxage en continu a également pour but de compléter l'action de la centrale à béton.
L'intérieur du réservoir est pourvu d'une vis sans fin, formée par une cloison hélicoïdale, qui entraîne le béton au fond de la cuve lorsqu'elle tourne dans un sens (opération de malaxage), et vers le sommet ouvert de la cuve lorsque la « toupie » est mise en rotation dans le sens inverse (opération de vidange). Ainsi la cuve peut se vider complètement sans avoir à être inclinée
Le camion est également muni d'un entonnoir situé au-dessus de l'ouverture, pour faciliter son remplissage sous la centrale à béton, de canalisations amovibles, appelées « goulotte » qui permettent de faire couler le béton directement à l'endroit où on en a besoin, et d'une cuve d'eau, pour le nettoyage du camion et l'ajout éventuel d'eau pour fluidifier le béton à la livraison (ceci est à éviter [et même formellement interdit] pour ne pas faire chuter la résistance du béton).
Certains camions peuvent être équipés d'une cuve d'environ 60 litres contenant du fluidifiant qui évite de rajouter beaucoup trop d'eau et qui évite une chute trop importante de la résistance du béton.
Les camions toupies sont parfois équipés d'une bande transporteuse ou d'une pompe à béton, permettant de transporter le béton directement sur le lieu de coulage.

### Taille et capacité
En France, selon leur taille, les camions peuvent transporter de 4 à 10 m3 de béton.
Les toupies se trouvent sous trois formes de porteurs et une semi-remorque :
- le 4x2 ou 4x4 (19 tonnes maximum) pouvant transporter 4 m3 de béton (soit environ 9,2 t) ;
- le 6x4 (26 t maxi) pouvant transporter 5,5 m3 de béton (soit environ 13,2 t) ;
- le 8x4 (32 t maxi) pouvant transporter 7,5 m3 de béton (soit environ 18 t) ;
- le semi-remorque deux essieux (38 t maxi) pouvant transporter 10 m3 de béton (soit environ 24 t).

(Poids donnés à titre indicatif, sur une base moyenne de 2 400 kg/m3.)

Le code de la route limitant le PTAC, le poids résultant de l'adjonction de matériels de déversement peut limiter le volume utile.

À noter que, au tout début de l'industrie du BPE, dans les années 1930, de petits camions portaient 2 m3.
À l'étranger, les capacités sont souvent différentes. En Italie, par exemple, un camion de chantier homologué « Mezzo d'Opera », porteur quatre essieux de type 8x4 ou 8x8 ou tracteur 6x4 ou 6x6, comme les Iveco Trakker ou Astra HD9 qui sont conçus pour un PTAC de 40 tonnes en porteur et 56 tonnes en semi-remorque, peuvent être équipés de toupies de 15 m3 sans pompe à béton intégrée ou 12 m3 avec pompe à béton sur le camion.

### Modèle particulier
Il existe de petits engins, également munis d'un réservoir « toupie » mais qui ont pour rôle de fabriquer le béton et non simplement de le transporter. Ils sont nommés « autobétonnières ».

### Constructeurs
Les principaux constructeurs de malaxeurs à béton sont :
- Euromix MTP ;
- Liebherr ;
- Baryval ;
- Cifa SpA ;
- Stetter ;
- Imer

## Conduite
La toupie — qui est une machine au sens de la directive européenne 2006/42/CE relative aux machines — affecte la conduite du véhicule. En particulier, elle déplace le centre de gravité du véhicule vers le haut et vers un côté. Pour cette raison, le sens de rotation de la toupie peut dépendre du sens de circulation notamment pour les ronds-points.
De ce fait, la conduite de ce type de véhicule peut être ardue dans les virages à droite et nécessite une réduction anticipée de la vitesse. Un système de type ESC ou ESP peut aider un conducteur dans ce genre de manœuvre.
Jusqu'en 2018, Renault commercialisait une aide à la conduite dénommée « Mixer Rollover Alert ».
La fonction ESC n'est pas disponible en série sur les camions Renault, mais sur les camions Scania.